# Николаевское военное губернаторство
Николаевское военное губернаторство — административно-территориальная единица в Российской империи, существовавшая с 1864 по 1900 год.
До этого с 1805 года существовало Николаевское и Севастопольское военное губернаторство, а после до 1917 года — Николаевское градоначальство.
7 февраля 1857 года была восстановлена отдельная должность Севастопольского военного губернатора (впервые введённая 24 июня 1856 года). В 1864 году Севастополь был окончательно выведен из состава Николаевского и Севастопольского военного губернаторства, которое с этого времени именовалось Николаевским. В 1871 году должность Николаевского военного губернатора была совмещена с должностью Главного командира Черноморского флота.
5 июня 1900 года Николаевское военное губернаторство было преобразовано в Николаевское градоначальство.

## Николаевские военные губернаторы
| Ф. И. О.                      | Титул, чин, звание             | Время замещения должности |
| ----------------------------- | ------------------------------ | ------------------------- |
| Глазенап Богдан Александрович | генерал-адъютант, вице-адмирал | 08.02.1860—26.04.1871     |
| Аркас Николай Андреевич       | генерал-адъютант, вице-адмирал | 26.04.1871—01.01.1881     |
| Манганари Михаил Павлович     | адмирал                        | 01.01.1881—11.01.1882     |
| Пещуров Алексей Алексеевич    | вице-адмирал                   | 11.01.1882—03.08.1890     |
| Гренквист Роман Андреевич     |                                | 05.07.1890—07.12.1890     |
| Копытов Николай Васильевич    | генерал-адъютант, вице-адмирал | 01.01.1891—06.05.1898     |
| Тыртов Сергей Петрович        | вице-адмирал                   | 06.05.1898—24.08.1900     |